# Klików
Klików (do 1945 niem. Klix) – wieś w Polsce położona w województwie lubuskim, w powiecie żagańskim, w gminie Iłowa nad Czerną Małą w Borach Dolnośląskich, przy drodze wojewódzkiej nr 296. 
W latach 1946–1950 Klików znajdował się na obszarze ówczesnego województwa wrocławskiego. Następnie od 6 lipca 1950, wraz z utworzeniem nowego województwa zielonogórskiego wchodził w jego skład. Należał do niego aż do podziału administracyjnego kraju z roku 1999, który wyłonił województwo lubuskie.
W latach 70. XX wieku na południe od wsi, na pograniczu województw lubuskiego i dolnośląskiego, na wschód od drogi wojewódzkiej nr 296 w miejscu opuszczonej (istniejącej jeszcze w 1952) gromady Brzeźna (niem. Birkenlache) w gminie Ruszów na Czernej Małej powstał zbiornik retencyjno-rekreacyjny. Zalew ma powierzchnię ok. 17 ha i średnią głębokość 1,7 m. Znajduje się pod opieką Koła PZW w Iłowej. 